# Самокитка
Самокитка (болг. Самокитка) — село в Болгарии. Находится в Кырджалийской области, входит в общину Кирково. Население составляет 91 человек.

## Политическая ситуация
В местном кметстве Самокитка, в состав которого входит Самокитка, должность кмета (старосты) исполняет Мохамед Расим Емурла (Движение за права и свободы (ДПС)) по результатам выборов правления кметства.
Кмет (мэр) общины Кирково — Шукран Кязим Идриз (Движение за права и свободы (ДПС)) по результатам выборов в правление общины.